# Michał Jelski
Michał Jelski herbu Pielesz (ur. 8 października 1831 w Dudziczach, zm. 12 stycznia 1904 w Rusinowiczach) – polski skrzypek, kompozytor, publicysta muzyczny, ziemianin. Brat Aleksandra Jelskiego.
Michał Jelski urodził się 8 października 1831 roku w Dudziczach w guberni mińskiej. Był synem Karola, chorążego ihmuńskiego i Ludwiki ze Stembergów. Ukończył szkołę niemiecką w Lasdehnen, gdzie uczył się gry na skrzypcach u Eudoma. Następnie brał lekcje skrzypiec u Konstantego Krzyżanowskiego w Mińsku. Tam też rozpoczął publiczne występy na amatorskich koncertach. Naukę gry kontynuował u Wincentego Bańkiewicza w Wilnie. Od 1849 roku był wolnym słuchaczem na wydziale filozoficzno-historycznym na uniwersytecie w Kijowie. Po śmierci ojca odziedziczył majątek Dudzicze i ożenił się w 1857 roku z Ludwiką Koziełłówną. W latach 1860–1863 kontynuował studia muzyczne u Karola Lipińskiego w Dreźnie i Henryka Vieuxtempsa we Frankfurcie nad Menem. Pobierał lekcje harmonii u Franza Lachnera.
Koncerty skrzypcowe w Niemczech przyniosły mu dużą sławę. Był podziwiany za technikę gry i doskonałą pamięć (potrafił zagrać dwieście utworów z pamięci). Dochody z jego koncertów przekazywane były na cele dobroczynne. Koncertował w Warszawie i Mińsku. Grał z Władysławem Szachną i Michałem Hruszwickim.
Był autorem ponad stu kompozycji muzycznych. Komponował mazury i walce. Zajmował się również publicystyką muzyczną. Pisał artykuły do gazet „Echo Muzyczne”, „Ruch Muzyczny” i „Kuryer Wileński”.
Uznawany był za wzorowego gospodarza w swoim majątku Dudzicze, dbającego o chłopów pracujących w jego dobrach. Po śmierci pierwszej żony ożenił się z Marią Baronowiczówną, z którą miał córkę Zofię wydaną za Janusza Unichowskiego. Ostatnie dni życia spędził pod opieką córki i zięcia w Rusinowiczach, tamże zmarł 12 stycznia 1904 roku.